# Hjärsås kyrka
Hjärsås kyrka är en kyrkobyggnad som ligger i samhället Hjärsås i Östra Göinge kommun omkring sex kilometer öster om Knislinge. Kyrkan tillhör Glimåkra-Hjärsås församling i Lunds stift.

## Kyrkobyggnaden
I sin nuvarande form består kyrkan av ett rektangulärt långhus som i öster har ett smalare kor och en halvrund absid. Vid långhusets västra kortsida finns ett kraftigt kyrktorn med ingång. Vid långhusets norra långsida finns en bred korsarm med ännu en ingång.

### Tillkomst och medeltida ombyggnader
Med stor sannolikhet var första kyrkan i Hjärsås en träkyrka som kanske tillkom vid början av 1100-talet. Nuvarande kyrka uppfördes troligen på 1230-talet och byggdes ursprungligen av tegel i romansk stil. Ett vapenhus vid södra sidan byggdes till på 1300-talet. Någon gång under de sista årtiondena av 1400-talet försågs kyrkorummet med tegelvalv. Samtidigt förlängdes kyrkan åt väster med en tillbyggnad av gråsten och det var troligen då som tornet uppfördes. Under början av 1500-talet försågs korpartiet med målningar.

### Senare ombyggnader
1696 skadades kyrkan av en eldsvåda då blytaket smälte och klockstapeln brann upp. Eftersom kyrkan var nedsotad kalkades kyrkorummet och målningarna i koret täcktes över. Åren 1703-04 uppfördes en ny klockstapel och en ny kyrkklocka som göts i Hjärsås sattes upp 1703.
1739 fick kyrkfönstren sin nuvarande utformning och storlek. Tidigare fönster var mindre och satt högre upp. 1773 byggdes kyrktornet på och fick sitt nuvarande utseende. Dess södra flöjel bär årtalet 1704 och satt tidigare på klockstapeln. 1757 byggdes en läktare i kyrkorummets västra del. Åren 1796-97 uppfördes en bred korsarm åt norr.
1870 revs vapenhuset vid södra sidan och teglet återanvändes vid byggandet av ett bårhus. 1888 framtogs målningarna i kortaket och gavs en starkare färgton. Åren 1926-28 genomgick kyrkan en restaurering då korets övriga målningar togs fram med ursprungliga färger. Även en draperimålning ovanför predikstolen från 1700-talet togs fram. 1939 togs kyrkans utvändiga målningar fram.

## Inventarier
- Predikstolen är inköpt 1593 från Daniel Tommesens verkstad i Malmö. 1888 målades predikstolen om i ekfärg från att tidigare ha varit målad i flera färger. På predikstolen står texten: "VERBUM DOMINI MANET IN AETERNUM" (Herrens ord varar i evighet).
- Nuvarande altare av trä tillkom på 1840-talet och ersatte ett äldre altare. Korset vid altaret sattes upp på 1870-talet.
- Dopfunten har en gotländsk fot från 1200-talet. Nuvarande överdel är byggd på 1940-talet liksom dopfatet.
- Bord och stolar i sakristian skänktes 1735 till kyrkan av prästen Thomas Thomaeus.
- Orgeln på orgelläktaren i norra korsarmen är inköpt av Setterquist & Son och installerad 1888. På läktaren i kyrkorummets västra del finns en orgel från Ålems Orgelverkstad.
- På minneslunden finns ett handhugget och handpolerat klot av diabas.

### Orgel
- På läktaren i kyrkorummets västra del finns en orgel från Ålems Orgelverkstad.

- 1889 byggde E. A. Setterquist & Son, Örebro en mekanisk orgel på orgelläktaren i norra korsarmen. Åven trampor för Forte eller Piano. 1 Oktavkoppel. Avsyning och provspelning gjordes av musikdirektör Nils Nilsson (1841-1912) i Kristianstad. Invigning skedde 29 september 1889.[1] Orgeln restaurerades 2001 av Ålems Orgelverkstad.

| Manual                | Pedal   |
| Borduna 16´ B/D       | Bihängd |
| Principal 8'          |         |
| Flûte harmonique 8'   |         |
| Rörflöjt 8'           |         |
| Gamba Salicional 8' B |         |
| Salicional 8' D       |         |
| Gamba 8' D            |         |
| Octava 4'             |         |
| Flöjt 4'              |         |
| Trompet 8'            |         |

- Den nuvarande orgeln byggdes 1939 av Th Frobenius & Co, Lyngby, Danmark och är en pneumatisk orgel. Orgeln har en fri och en fast kombination.

| Huvudverk I        | Svällverk II      | Pedal        | Koppel   |
| Principal 8´       | Rörflöjt 8´       | Subbas 16´   | I/P      |
| Gedackt 8'         | Flöjt 4'          | Principal 8' | II/P     |
| Oktava 4'          | Gemshorn 2'       | Koralbas 4'  | II/I     |
| Gedacktflöjt 4'    | Cymbel 3 chor     |              | II 16'/I |
| Rauschkvint 2 chor | Krumhorn 8'       |              | II 4'/P  |
| Mixtur 3 chor      | Crescendosvällare |              |          |
| Trumpet 8'         |                   |              |          |

## Bildgalleri

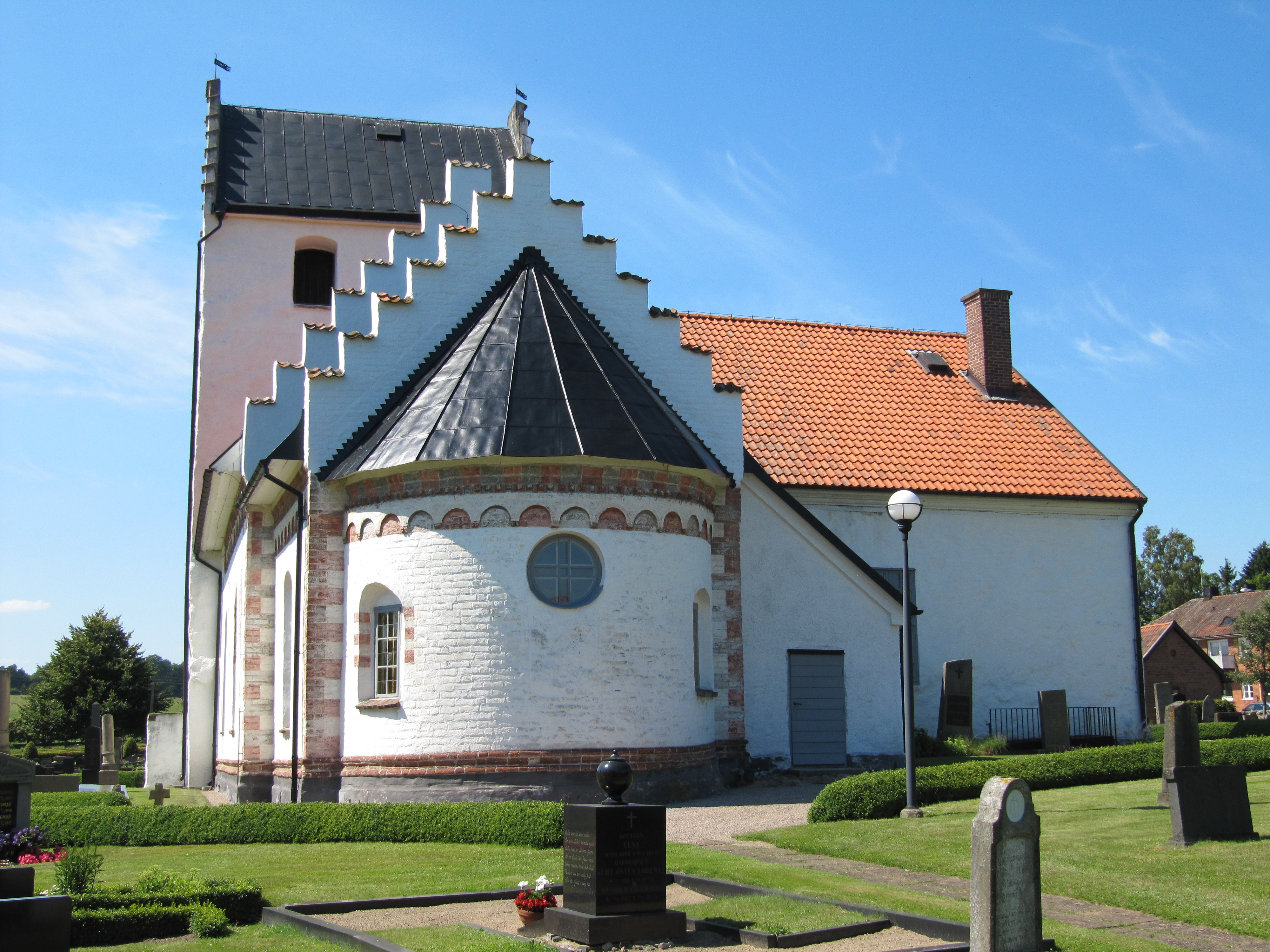
Kyrkans östra sida
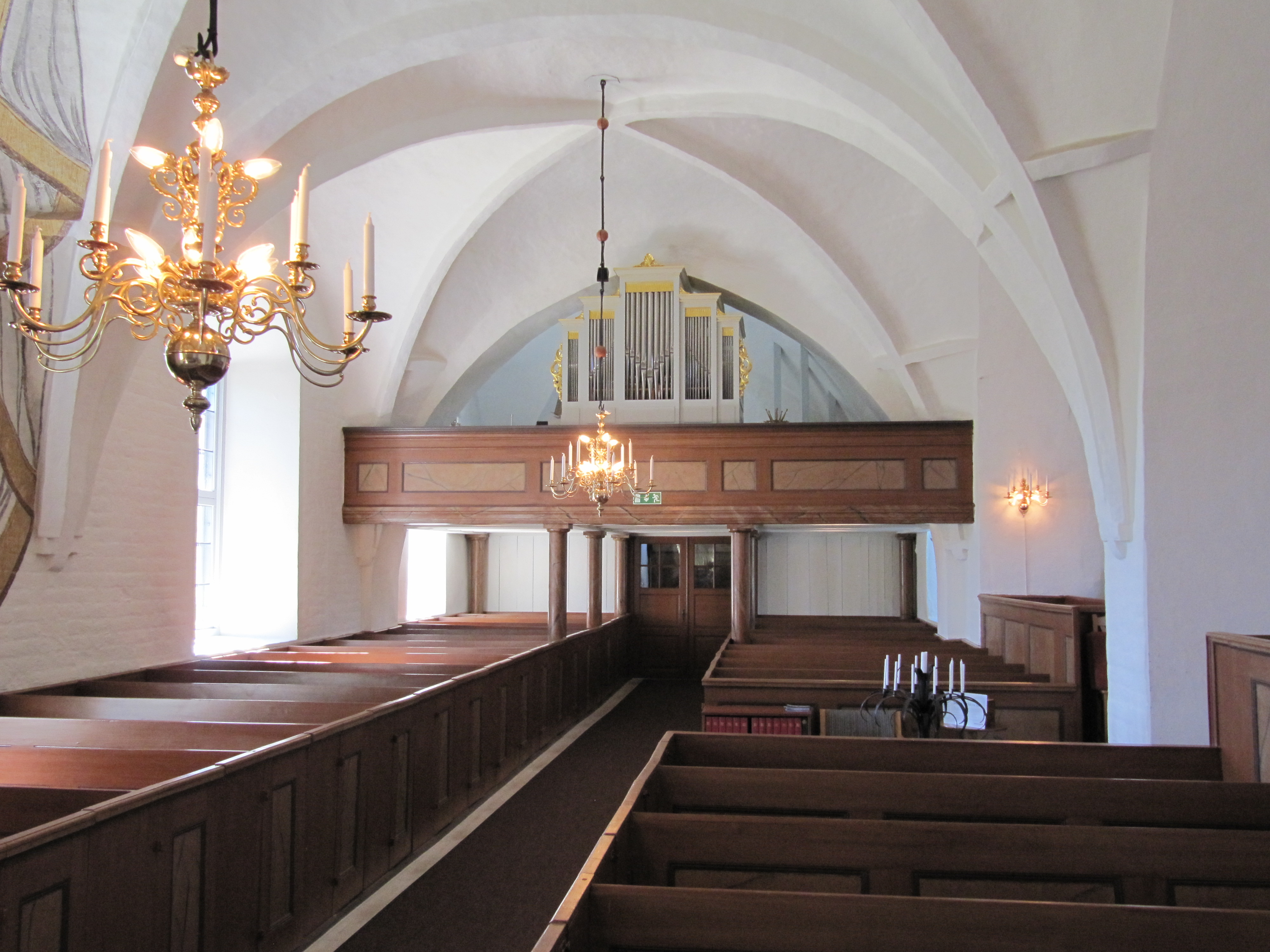
Kyrkorum mot väster
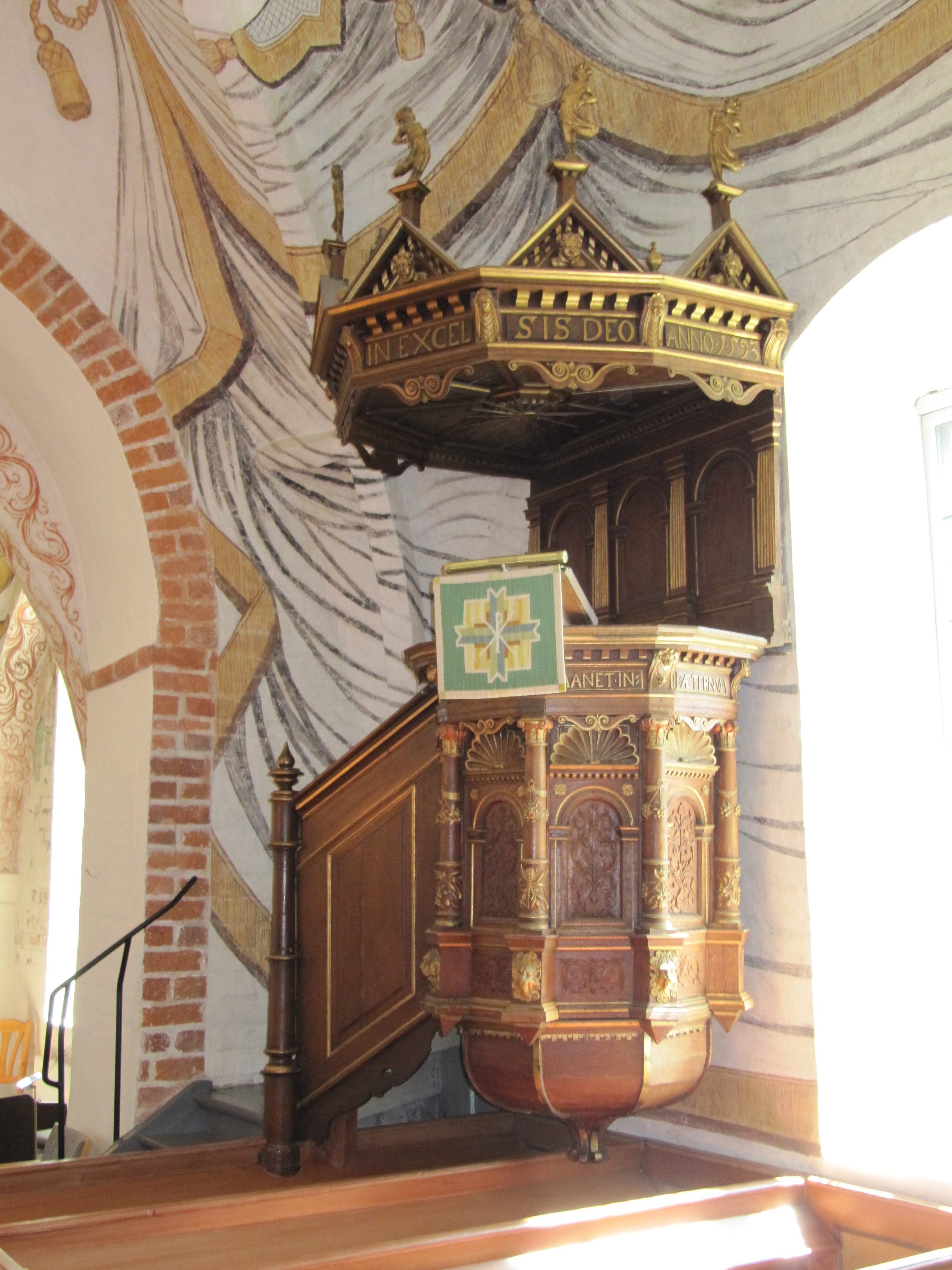
Predikstolen
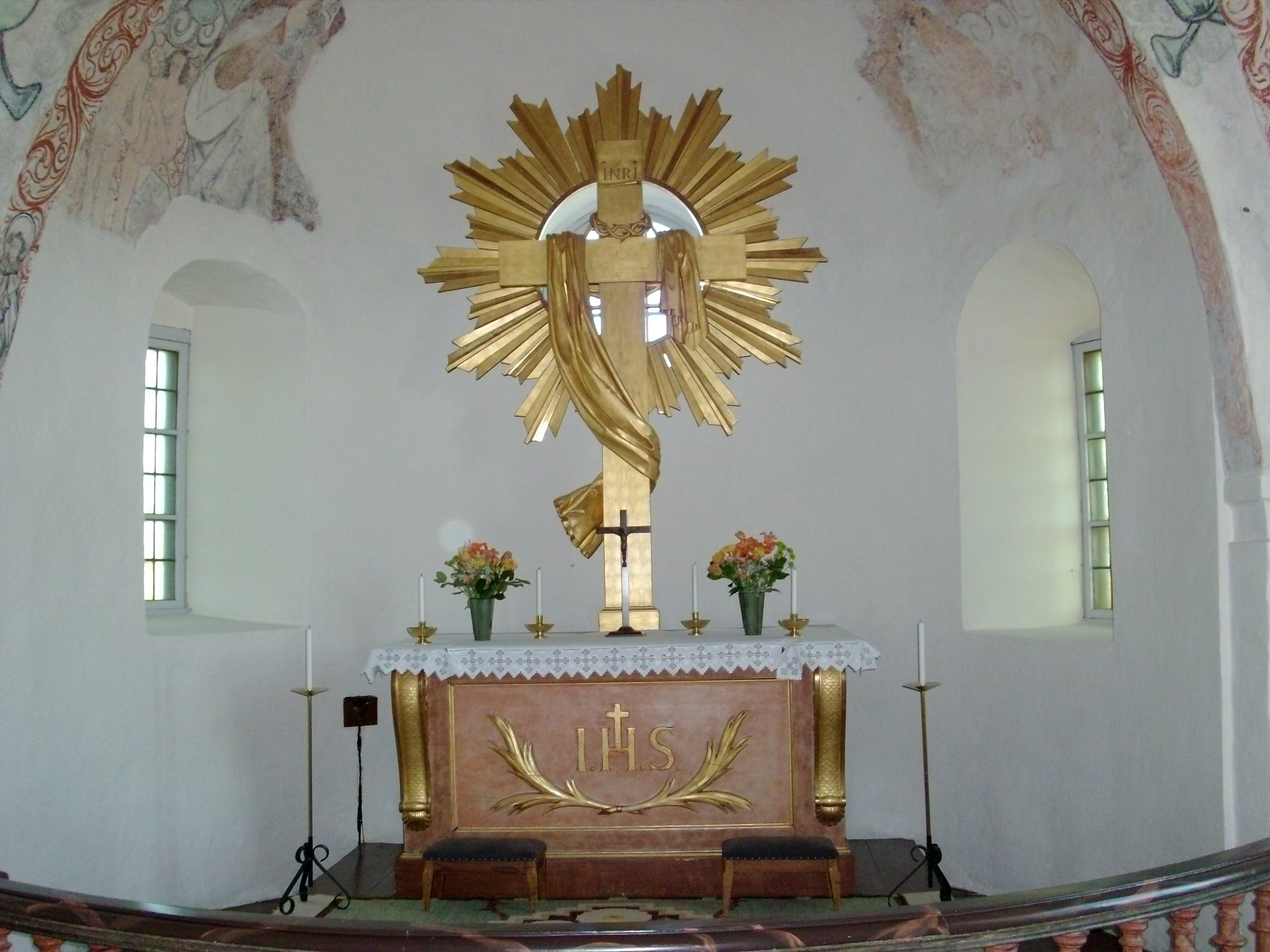
Altaret
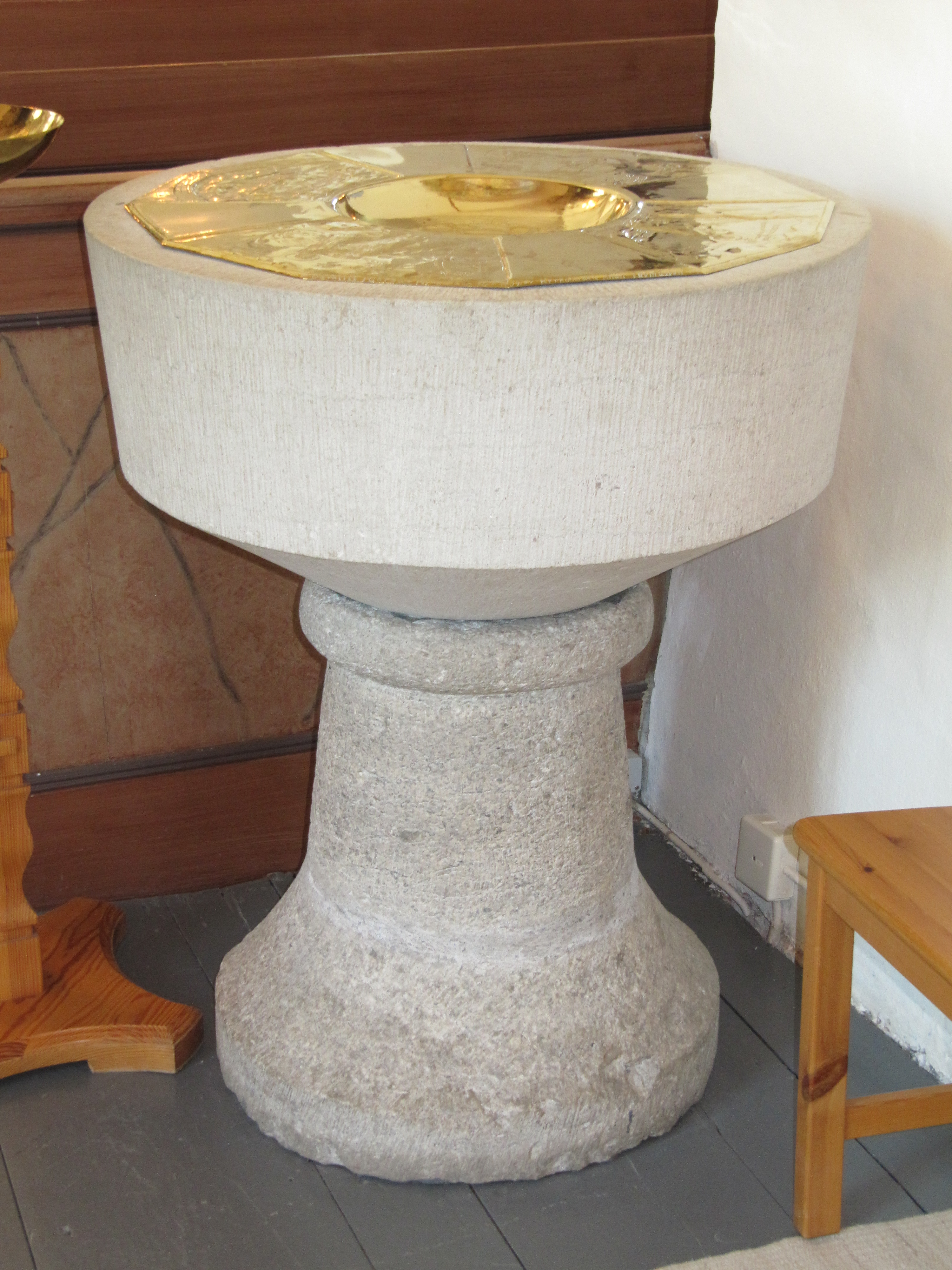
Dopfunten
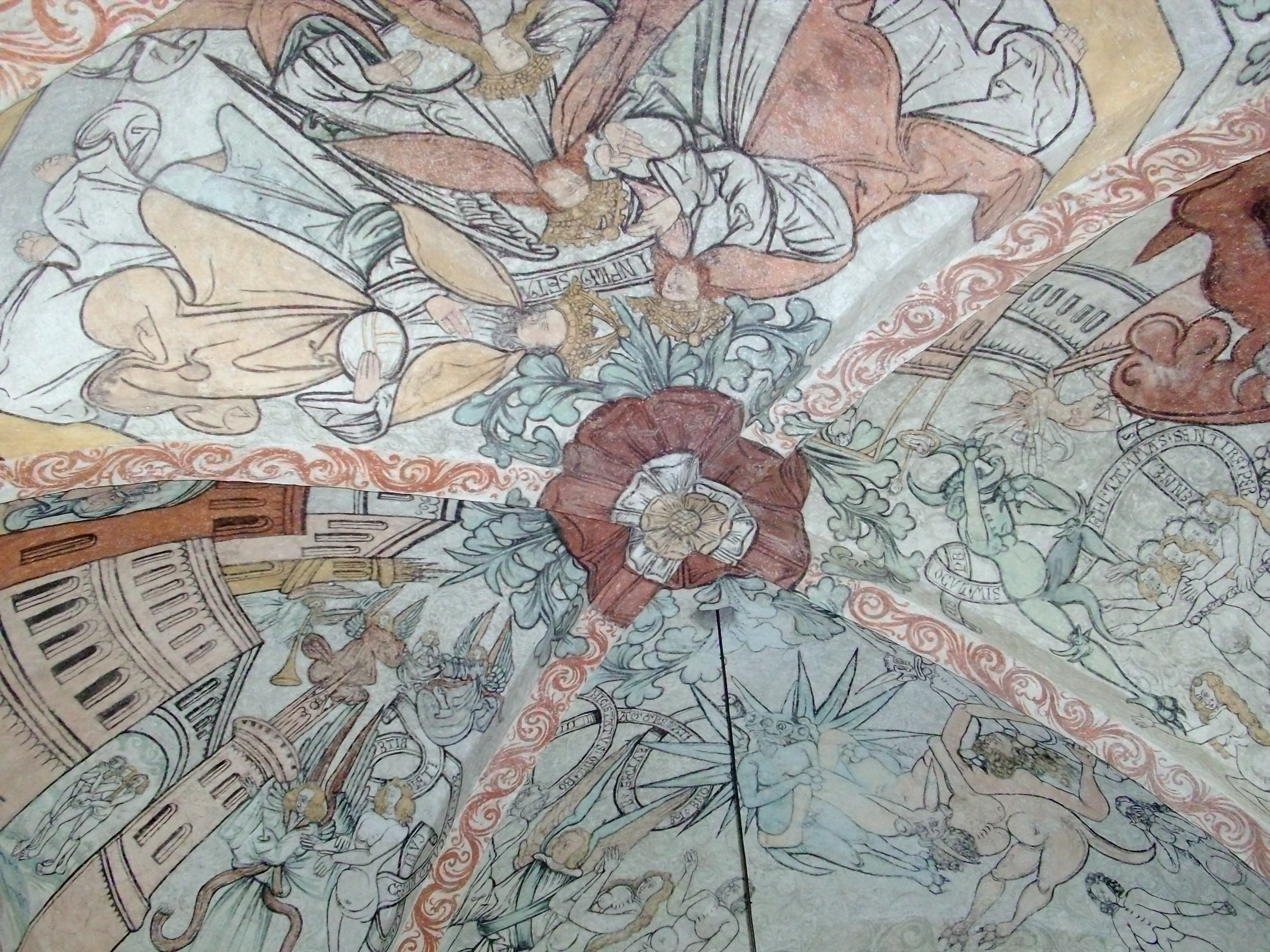
Takmålning
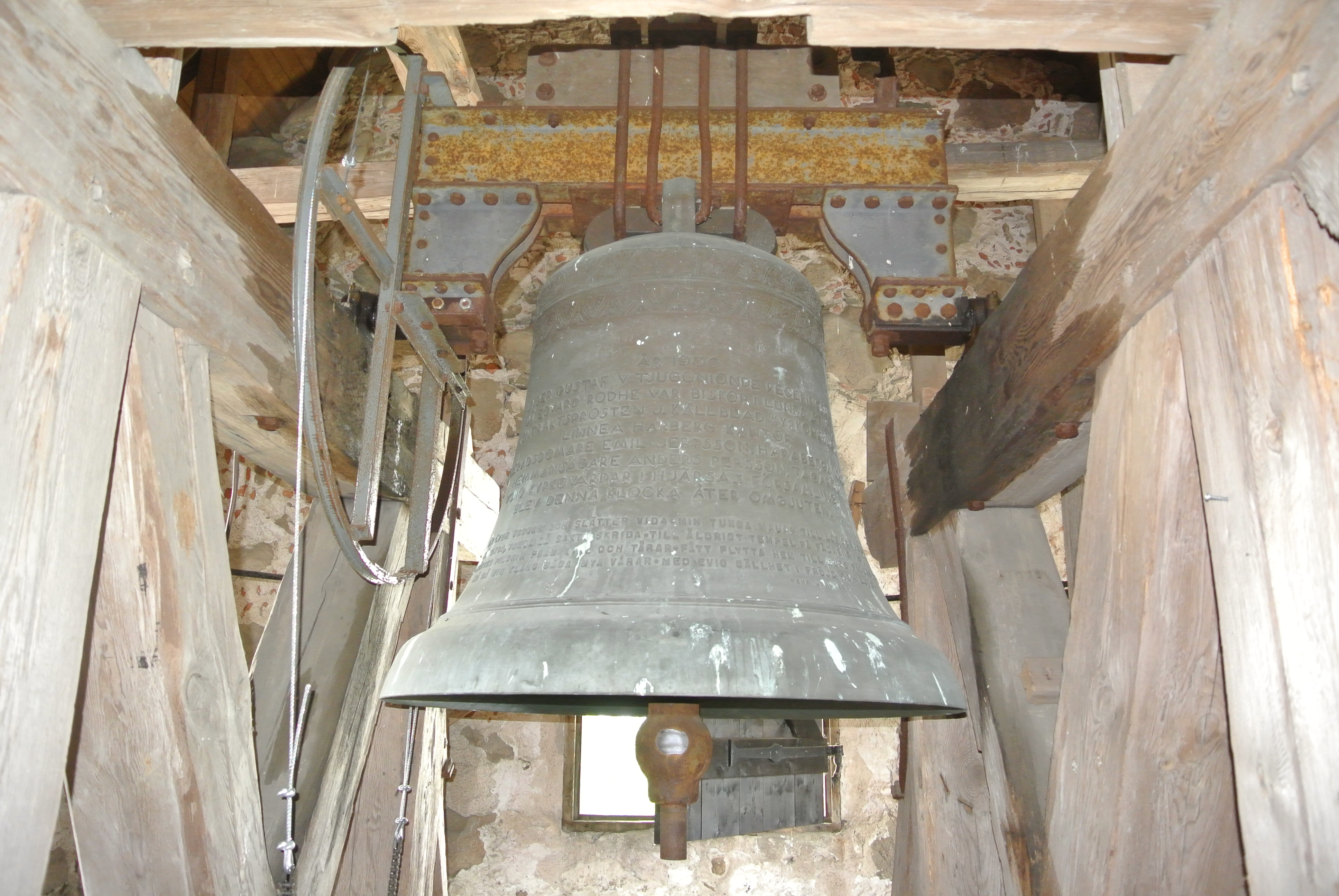
Storklockan
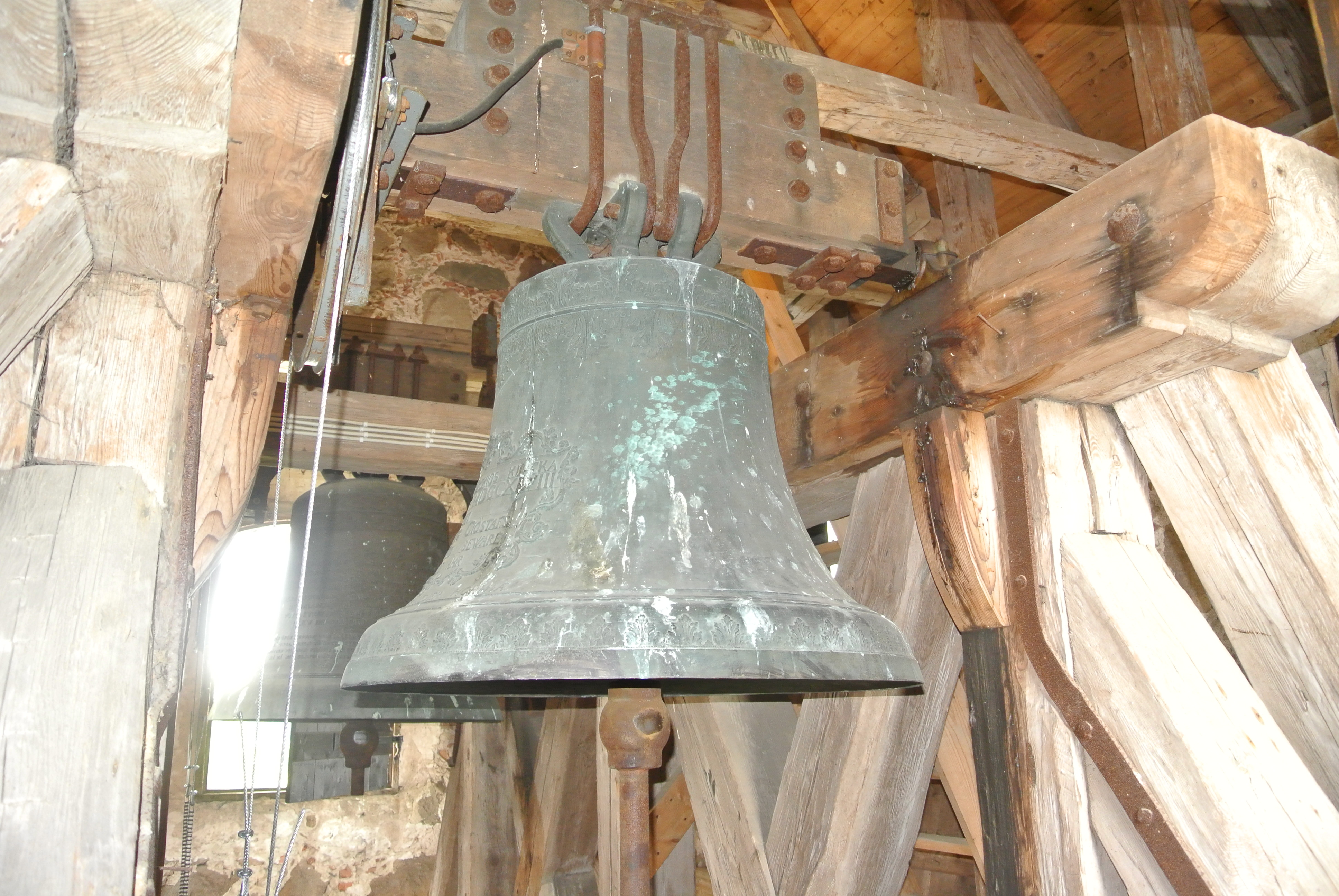
Lillklockan

### Webbkällor
- Hjärsås församling
- Åsbo Släkt- och Folklivsforskare
- Östra Göinge kommun